# The Creeping Terror
The Creeping Terror è un film televisivo del 1964, diretto da A.J. Nelson.
La trama è incentrata su un extraterrestre, una creatura simile ad una lumaca che attacca e mangia intere persone in una piccola città americana. Ampiamente considerato uno dei peggiori film di tutti i tempi, The Creeping Terror è in seguito diventato un film cult.

## Trama
Mentre guidano lungo un'autostrada nella fittizia Angel County in California, il vice dello sceriffo, Martin Gordon e sua moglie Brett incontrano lo zio di Martin, lo sceriffo Ben, ed insieme indagano su uno schianto aereo. Sul sito dell'incidente, il gruppo trova il camion abbandonato di una guardia forestale, il cappello del ranger ed un'astronave aliena che assomiglia ad una roulotte da campeggio. Poco prima dell'arrivo del gruppo, una grande e lenta creatura simile ad una lumaca è uscita dall'astranave e si è allontanata. Credendo che il ranger assente possa trovarsi al suo interno, Ben entra nel velivolo strisciando sotto di esso. Poco dopo si sentono forti urla, insieme a ringhi come quelli di un leone, dal velivolo, dopo di che Martin chiede aiuto via radio.
In risposta alla richiesta di assistenza di Martin, arriva sul posto una "unità speciale" di truppe militari, comandata dal colonnello James Caldwell. Due delle truppe entrano nel velivolo, ne esaminano il contenuto e riferiscono a Caldwell della presenza all'interno di una grande creatura legata. Il giorno successivo, "la principale autorità mondiale sulle emissioni spaziali", il dottor Bradford, arriva sul posto per dirigere l'indagine in corso, che include l'esame della creatura e dei dispositivi analogici del veicolo spaziale. Mentre l'indagine procede, la creatura si aggira per la campagna e, nonostante il suo ritmo di deambulazione marcatamente goffo e lento, si avvicina con successo, attacca e divora numerose persone.
Caldwell ordina alle sue truppe di attaccare la creatura, dicendo a Bradford che, se sarà possibile, la creatura verrà catturata viva in modo che lui possa esaminarla. L'attacco contro la creatura si rivela inefficace e, non riuscendo a ritirarsi o ad allontanarsi, tutte le truppe tranne due vengono divorate dall'alieno. Caldwell decide quindi di lanciare una granata contro la creatura, che resta uccisa nell'esplosione. Dopo aver esaminato brevemente il tessuto della creatura morta, Bradford torna in fretta alla navicella spaziale ed in qualche modo innesca un'esplosione. Sebbene questa esplosione ferisca mortalmente Bradford, essa non danneggia il velivolo o la sua strumentazione e consente alla creatura prigioniera di liberarsi. Mentre la creatura si prepara a divorare Bradford, viene uccisa in una collisione con l'auto dello sceriffo Martin. Bradford spiega quindi a Martin e Brett che le creature erano laboratori "mobili" progettati per consumare esseri umani, analizzare i corpi chimicamente per rilevare punti deboli e dall'astronave trasmettere le informazioni acquisite nello spazio. Sebbene Martin non riesca a distruggere l'attrezzatura del trasmettitore della navicella spaziale, Bradford morente afferma che il pianeta natale delle creature potrebbe non esistere più, concludendo che "solo Dio lo sa per certo".

## Produzione
The Creeping Terror è stato diretto, prodotto e montato da "Vic Savage" (un alias) sotto lo pseudonimo di A. J. Nelson. Sebbene Robert Silliphant sia lo scrittore accreditato, la storia originale è stata scritta da suo fratello minore Allan Silliphant (più tardi conosciuto come Al Silliman Jr., e che avrebbe continuato a scrivere, produrre e dirigere il film commedia softcore del 1969 Le porno hostess in super 3-D). L'altro fratello di Silliphant, Stirling, era all'epoca uno scrittore di successo, avendo scritto molto per programmi televisivi che includevano Alfred Hitchcock presenta e Perry Mason, e ha co-creato La città in controluce e Route 66. Savage ha usato questa associazione familiare per attrarre potenziali investitori per il film: in cambio della ricezione di qualsiasi profitto del film, per poche centinaia di dollari Savage avrebbe offerto a questi investitori una piccola parte nel film.
Quando è stato intervistato dal regista Pete Schuermann per The Creep Behind the Camera (aka Creep!) (2014), un film docudrama sulla realizzazione di The Creeping Terror, Allan Silliphant ha affermato di essere stato pagato 1.500 dollari da Savage. A seguito di questo pagamento, l'allora ventunenne Silliphant è tornato tre giorni dopo con il trattamento cinematografico originale di nove pagine che aveva "inventato" basandosi solo su un'idea precedente e vaga per la storia. Più tardi nella produzione ci fu un conflitto tra scrittore e regista, con Silliphant frustrato dal fatto che Savage non condividesse la sua visione secondo cui la storia doveva essere oltraggiosa. Questo conflitto e la convinzione di Silliphant che il film avrebbe danneggiato, piuttosto che migliorare, la reputazione della sua famiglia, in particolare quella di suo fratello Stirling, alla fine hanno portato alla sua partenza dalla produzione.
Le riprese principali sono iniziate alla fine del 1962, ma invece di girare nel pittoresco Lago Tahoe come si aspettava Silliphant, è stato utilizzato uno stagno fangoso allo Spahn Ranch nella Simi Valley, in California. Quando il creatore degli effetti speciali del film non è stato pagato per il suo lavoro, avrebbe rubato il costume originale della creatura il giorno prima delle riprese, costringendo Savage e il suo equipaggio rimanente ad assemblare una replica mal costruita. In Revenge of the Creature Features Movie Guide (1988) di John Stanley, la creatura risultante è descritta come "...un mostro alieno allungato che assomiglia a un goffo tappeto peloso..." A causa delle difficoltà di Savage nell'assicurare finanziamenti, le riprese furono episodiche e non si conclusero fino al 1963.
C'è un dialogo minimo nel film, con quasi tutte le vocalizzazioni fornite in formato espositivo da un narratore. Ciò è dovuto al fatto che Savage ha girato le scene senza considerare la qualità professionale del suono, il suono è stato trasferito in modo improprio (o non trasferito affatto, per risparmiare sui costi) su un supporto magnetico da 35mm o le colonne sonore originali sono state perse.  Avendo fondi insufficienti per pagare i trasferimenti audio di base o un ampio doppiaggio post-produzione, Savage alla fine assunse Larry Burrell, un lettore di notizie radiofoniche i cui altri crediti cinematografici includono They Saved Hitler's Brain e Not Tonight Henry, per narrare l'intero film. Sebbene sia stata eseguita una piccola quantità di doppiaggio di scarsa qualità, il narratore parla sulla maggior parte dei dialoghi nel film e lunghi intervalli privi di dialoghi non hanno narrazione, simile nello stile a molti film educativi prodotti negli anni '50 e '60.
Savage potrebbe essersi registrato in un motel con una Moviola muta solo per immagini per assemblare rapidamente il film finito.. Prima della presunta uscita del film, tuttavia, Savage è stato ripetutamente citato in giudizio e, di fronte a un possibile atto d'accusa con l'accusa di frode, è scomparso. Apparentemente non si è più sentito parlare di Savage/Nelson/White nel contesto della produzione cinematografica, e secondo quanto riferito è morto di insufficienza epatica nel 1975, all'età di 41 anni. Nel 2009, sua moglie Lois ha scritto un romanzo "tuttofare" che ha caratterizzato la sua vita con Savage, anche se usando degli pseudonimi.

## Accoglienza
Con la scomparsa di Savage, il finanziere principale, William Thourlby (che è apparso nel film come Dr. Bradford), acquisì le rimanenti pellicole e fece creare una versione modificata nel tentativo di recuperare parte del suo investimento. Le bobine sonore per una parte successiva del film erano scomparse, quindi Thourlby ha aggiunto una narrazione costante e occasionalmente invadente. Alcune parti del film non sono state in grado di spiegare a causa della loro mancanza di uno scopo narrativo apparente, e la trama diventa confusa.
Poiché The Creeping Terror non sarebbe stato adatto per un'ampia distribuzione e, nella migliore delle ipotesi, sarebbe stato relegato nei cinema drive-in e nelle seconde proiezioni, è stato venduto nel 1976 come parte di un pacchetto di film in syndication per le stazioni televisive locali. Nel 1994, The Creeping Terror è apparso nell'episodio #606 di Mystery Science Theater 3000; il cast, la troupe e gli spettatori del programma sono diventati critici noti del film. TV Guide descrive The Creeping Terror come un "campo puro" e ha affermato che potrebbe essere il secondo peggior film horror mai realizzato, dietro solo a Plan 9 from Outer Space.